# Weinbergsmühle
Weinbergsmühle  ist ein Gemeindeteil der Gemeinde Frankenwinheim im unterfränkischen Landkreis Schweinfurt in Bayern. Die Einöde liegt in der Gemarkung Frankenwinheim. Während der Frühen Neuzeit lag die Mühle auf der Gemarkung des nahen Krautheim und wurde erst 1940 in Frankenwinheim eingemeindet.

## Geographische Lage
Weinbergsmühle liegt im äußersten Westen des Frankenwinheimer Gemeindegebietes. Nördlich der Mühle befindet sich die Gemarkung von Brünnstadt, das ebenfalls ein Frankenwinheimer Gemeindeteil ist. Im Osten, verbunden durch die Staatsstraße 2274, liegt Frankenwinheim, südöstlich Lülsfeld. Südlich beginnt mit dem Volkacher Gemeindeteil Rimbach der Landkreis Kitzingen. Westlich, nahe der Mühle, liegt der Volkacher Gemeindeteil Krautheim.

## Geschichte
Die Geschichte der Weinbergsmühle ist eng mit der des nahegelegenen Krautheim verbunden. Sie wurde erstmals im Jahr 1325 als „Pölans Mühle“ erwähnt. Zunächst gehörte das Gebäude als Lehen dem Kloster Mariaburghausen bei Haßfurt. Später erwarben die Echter von Mespelbrunn das Lehen und wurden neue Besitzer der Mühle. Der Würzburger Fürstbischof Julius Echter von Mespelbrunn gab die Mühle an das von ihm gestiftete Juliusspital weiter.
Im Jahr 1681 erwarb der Obristwachtmeister Schuhmann die Mühle. Er war bereits der Besitzer des Krautheimer Amtsschlosses und erweiterte damit seinen Grundbesitz. Wenige Jahre später, 1697, kaufte ein Freiherr zu Guttenberg das Anwesen. Bereits 1733 erwarben es die Grafen von Schönborn. Nach der Mediatisierung im Jahre 1806 erlosch deren Besitzrecht. Im Jahr 1940 wurde die Mühle im Zuge einer Flurbereinigung der Gemeinde Frankenwinheim zugesprochen.